# Боти (взуття)

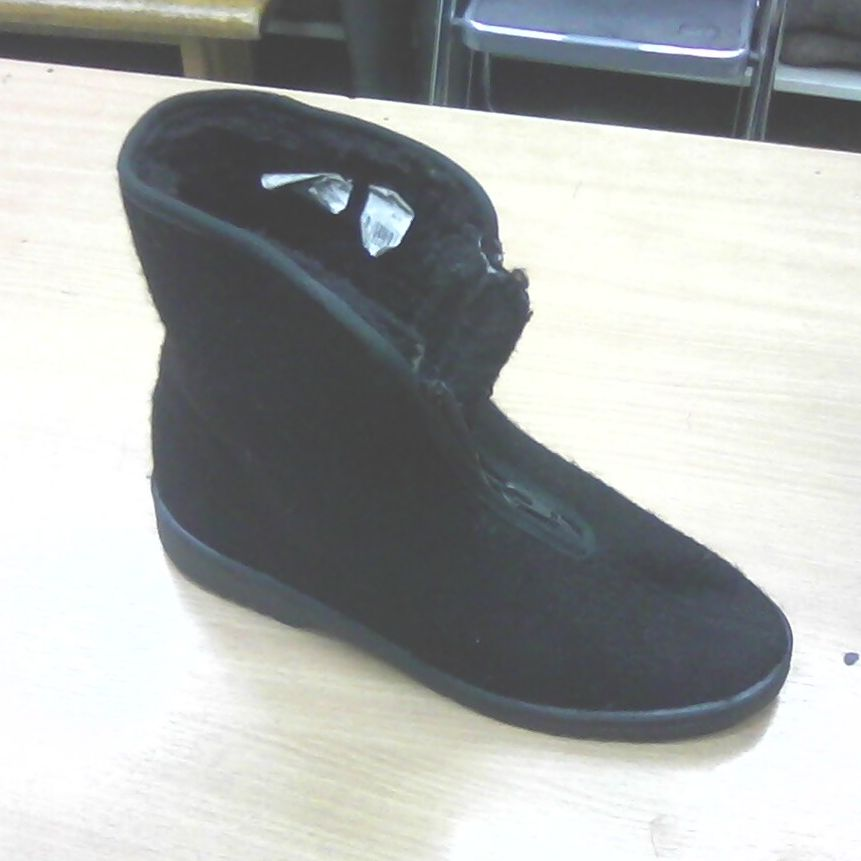
Боти фетрові

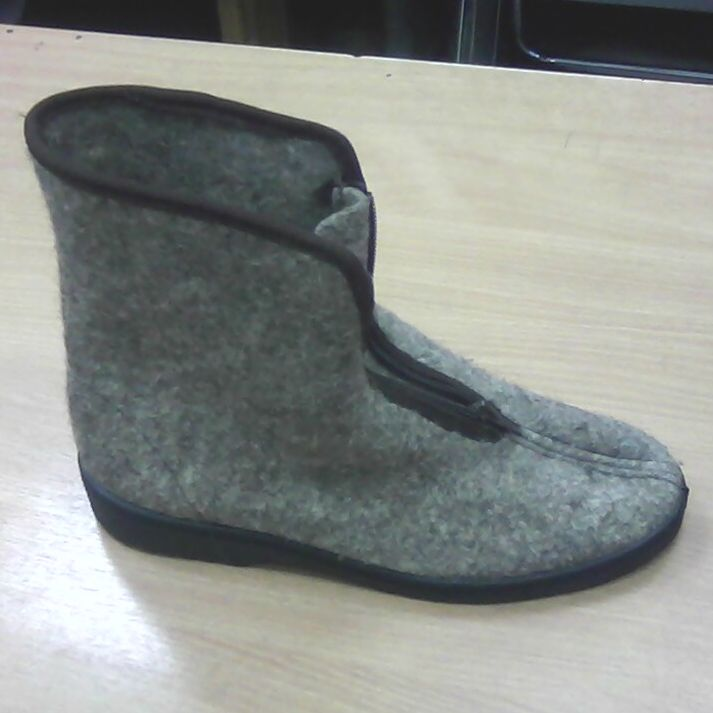
Боти повстяні

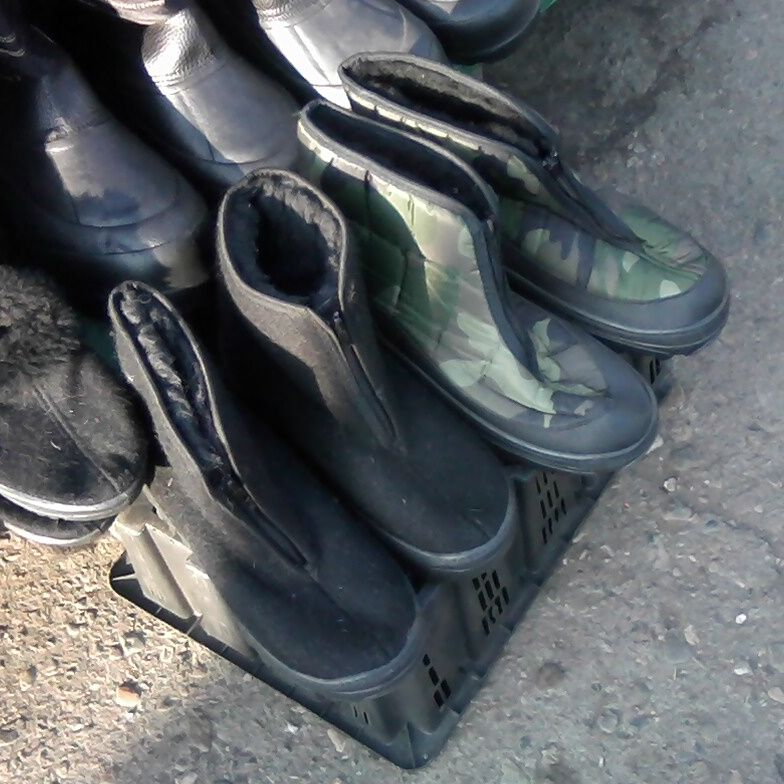
Боти в камуфляжному забарвленні

Боти (фр. botte — чобіт), (англ. boot — чобіт) — загальноприйнята в СРСР назва теплих зимових черевиків для помірного холодного клімата з верхом з повсті чи фетру.

## Загальний опис
Лита підошва виготовлена з гуми або синтетичних матеріалів.
Верхня частина черевика виготовлена з фетра (з підкладкою — утеплювачем з байки або фланелі або зі штучним хутром) або зшита з повсті.
На передній поверхні знаходиться застібка-блискавка або застібка-липучка (в сучасному виконанні). 

Рідше застібки розташовані на внутрішній або зовнішній поверхні верху взуття.
Висота верху повстяних або фетрових черевик на рівні гомілковостопного суглоба або трохи вище.
В боти вкладається тепла устілка.
Боти коштували недорого у порівнянні з шкіряним взуттям, це обумовлено низькою вартістью матеріалів і нескладними технологіями, які застосовують при виготовленні гумово-тканинних черевиків.
В Радянському Союзі боти мали народне прізвисько «Прощай, молодість!». Ймовірно, це прізвисько пов'язано з низькою платоспроможністю пенсіонерів, а також з тим, що літнім людям, страждаючим артритом, носіння жорсткою шкіряного взуття заподіює незручності.

## Спецодяг
Боти гумові діелектричні — призначені для додаткового захисту від електричного струму при роботі на закритих і, за відсутності опадів, на відкритих електроустановках.